# LaVonna Martin
LaVonna Martin, född den 18 november 1966 i Ohio, är en amerikansk före detta friidrottare som tävlade i häcklöpning.
Martin var i final på 100 meter häck vid VM 1987 i Rom där hon slutade på åttonde plats. Vid Olympiska sommarspelen 1992 slutade hon tvåa bakom Voula Patoulidou. Hon blev vidare tvåa vid inomhus-VM 1993 på 60 meter häck denna gång bakom Julie Baumann.

## Personliga rekord
- 60 meter häck - 7,99 från 1993
- 100 meter häck - 12,69 från 1992